# Rasuł Salimow
Rasuł Aziedinowicz Salimow (ur. 26 grudnia 1981) – azerski judoka. Olimpijczyk z Sydney 2000, gdzie zajął piąte miejsce wadze średniej.
Brązowy medalista mistrzostw świata w 2001; uczestnik zawodów w 1999, 2003. Startował w Pucharze Świata w latach 1999-2001. Zdobył trzy medale na mistrzostwach Europy w latach 1999 - 2001. Trzeci na igrzyskach wojskowych w 1999. Drugi na MŚ wojskowych w 2000 roku.

## Letnie Igrzyska Olimpijskie 2000
| Konkurencja | Eliminacje           | Eliminacje           | Repasaże             | Repasaże                    | Repasaże            | Finały                        | Klas. końcowa |
| Konkurencja | Przeciwnik I         | Przeciwnik II        | Przeciwnik I         | Przeciwnik II               | Przeciwnik III      | o 3 miejsce                   | Miejsce       |
| ----------- | -------------------- | -------------------- | -------------------- | --------------------------- | ------------------- | ----------------------------- | ------------- |
| 90 kg       | Gabriel Lama (CHL) Z | Keith Morgan (CAN) P | Robert Ivers (AUS) Z | Jean-Claude Raphael (MRI) Z | Brian Olson (USA) Z | Frédéric Demontfaucon (FRA) P | 5.            |